# Florentino Luís
Florentino Ibrain Morris Luís (Lobito, Angola, 19 de agosto de 1999), conocido como Florentino Luís, es un futbolista portugués que juega de centrocampista en el S. L. Benfica de la Primeira Liga.

## Trayectoria
Formado en las categorías inferiores del S. L. Benfica desde el año 2010 procedente del Real S. C., en 2016 hizo su debut profesional con el segundo equipo.
El 1 de febrero de 2019 ascendió al primer equipo del conjunto encarnado. Debutó nueve días después en la goleada 10-0 ante el C. D. Nacional. Desde ese momento, jugó de titular la mayoría de los partidos hasta final de temporada y en el mes de julio amplió su contrato hasta 2024 con una cláusula de rescisión de 120 millones de euros.
Tras disputar 18 partidos en su primera temporada completa con el primer equipo lisboeta, el 25 de septiembre de 2020 fue cedido al A. S. Monaco F. C. En el conjunto monegasco jugó once encuentros y en agosto de 2021 volvió a salir prestado rumbo al Getafe C. F. Después de estas dos cesiones regresó a Lisboa y en octubre renovó su contrato hasta 2027.

## Selección nacional
Fue internacional con Portugal en categorías inferiores, con las que ganó el Europeo sub-17 de 2016 y el Europeo sub-19 de 2018.

### Participaciones en Copas del Mundo
| Mundial                  | Sede          | Resultado        | Partidos | Goles |
| ------------------------ | ------------- | ---------------- | -------- | ----- |
| Copa Mundial sub-20 2017 | Corea del Sur | Cuartos de final | 4        | 0     |
| Copa Mundial sub-20 2019 | Polonia       | Fase de grupos   | 3        | 0     |

### Participaciones en Eurocopas
| Copa                | Sede                | Resultado  | Partidos | Goles |
| ------------------- | ------------------- | ---------- | -------- | ----- |
| Europeo sub-17 2016 | Azerbaiyán          | Campeón    | 5        | 0     |
| Europeo sub-19 2017 | Georgia             | Subcampeón | 3        | 0     |
| Europeo sub-19 2018 | Finlandia           | Campeón    | 5        | 0     |
| Europeo sub-21 2021 | Hungría · Eslovenia | Subcampeón | 5        | 0     |

## Estadísticas

### Clubes
Actualizado al último partido disputado el 20 de agosto de 2025.
| Club                       | Div.          | Temporada     | Liga  | Liga  | Copas nacionales | Copas nacionales | Copas internacionales | Copas internacionales | Total | Total |
| Club                       | Div.          | Temporada     | Part. | Goles | Part.            | Goles            | Part.                 | Goles                 | Part. | Goles |
| -------------------------- | ------------- | ------------- | ----- | ----- | ---------------- | ---------------- | --------------------- | --------------------- | ----- | ----- |
| S. L. Benfica "B" Portugal | 2.ª           | 2016-17       | 18    | 0     | —                | —                | —                     | —                     | 18    | 0     |
| S. L. Benfica "B" Portugal | 2.ª           | 2017-18       | 30    | 0     | —                | —                | —                     | —                     | 30    | 0     |
| S. L. Benfica "B" Portugal | 2.ª           | 2018-19       | 21    | 1     | —                | —                | —                     | —                     | 21    | 1     |
| S. L. Benfica "B" Portugal | Total club    | Total club    | 69    | 1     | 0                | 0                | 0                     | 0                     | 69    | 1     |
| S. L. Benfica Portugal     | 1.ª           | 2018-19       | 11    | 1     | 0                | 0                | 3                     | 0                     | 14    | 1     |
| S. L. Benfica Portugal     | 1.ª           | 2019-20       | 10    | 0     | 5                | 0                | 3                     | 0                     | 18    | 0     |
| A. S. Monaco F. C. Francia | 1.ª           | 2020-21       | 9     | 0     | 2                | 0                | —                     | —                     | 11    | 0     |
| A. S. Monaco F. C. Francia | Total club    | Total club    | 9     | 0     | 2                | 0                | 0                     | 0                     | 11    | 0     |
| Getafe C. F. · España      | 1.ª           | 2021-22       | 22    | 0     | 2                | 0                | ―                     | ―                     | 24    | 0     |
| Getafe C. F. · España      | Total club    | Total club    | 22    | 0     | 2                | 0                | 0                     | 0                     | 24    | 0     |
| S. L. Benfica Portugal     | 1.ª           | 2022-23       | 33    | 0     | 7                | 0                | 14                    | 0                     | 54    | 0     |
| S. L. Benfica Portugal     | 1.ª           | 2023-24       | 30    | 0     | 8                | 0                | 7                     | 0                     | 45    | 0     |
| S. L. Benfica Portugal     | 1.ª           | 2024-25       | 26    | 2     | 8                | 0                | 11                    | 0                     | 45    | 2     |
| S. L. Benfica Portugal     | 1.ª           | 2025-26       | 1     | 0     | 1                | 0                | 3                     | 1                     | 5     | 1     |
| S. L. Benfica Portugal     | Total club    | Total club    | 111   | 3     | 29               | 0                | 41                    | 1                     | 181   | 4     |
| Total carrera              | Total carrera | Total carrera | 211   | 4     | 33               | 0                | 41                    | 1                     | 285   | 5     |
| 1. 2.                      |               |               |       |       |                  |                  |                       |                       |       |       |

## Palmarés

### Títulos nacionales
| Título                      | Club          | País     | Año  |
| --------------------------- | ------------- | -------- | ---- |
| Primeira Liga               | S. L. Benfica | Portugal | 2019 |
| Supercopa de Portugal       | S. L. Benfica | Portugal | 2019 |
| Primeira Liga               | S. L. Benfica | Portugal | 2023 |
| Supercopa de Portugal       | S. L. Benfica | Portugal | 2023 |
| Copa de la Liga de Portugal | S. L. Benfica | Portugal | 2025 |
| Supercopa de Portugal       | S. L. Benfica | Portugal | 2025 |

### Títulos internacionales
| Título         | Club (*)        | País       | Año  |
| -------------- | --------------- | ---------- | ---- |
| Europeo sub-17 | Portugal sub-17 | Azerbaiyán | 2016 |
| Europeo sub-19 | Portugal sub-19 | Finlandia  | 2018 |

(*) Incluyendo la selección.

### Distinciones individuales
| Distinción                      | Año  |
| ------------------------------- | ---- |
| Equipo ideal del Europeo sub-17 | 2016 |
| Equipo ideal del Europeo sub-19 | 2018 |